# Fuentes de Rubielos
Fuentes de Rubielos – gmina w Hiszpanii, w prowincji Teruel, w Aragonii, o powierzchni 38,91 km². W 2014 roku gmina liczyła 121 mieszkańców.